# Иван Пендачански
Иван Александров Пендачански е български музикант и композитор.

## Биография
Роден е в София в 1938 година. Баща му, Александър Данаилов Пендачански, е по произход от Македония и след Деветосептемврийския преврат е арестуван и прекарва три години в лагера „Белене“, защото не приема комунистическата политика на македонизация – при преброяването отказва да го запишат като „македонец“.
Иван Пендачански завършва право, но се отдава на музиката.
Той е основната движеща фигура при създаването на групата „Стакато“ през 1963 година към Студентския дом. Към Дома нямало естраден оркестър и той, тогава студент по право, решава да създаде. Успява да вземе разрешение от ЦК на Комсомола и събира музиканти за групата. Окачествяван като витруозен акордеонист, Иван Пендачански първо свири на акордеон, а после е бас и вокал на състава. Участват Константин Иванов – тромпет, Михаил Михайлов – тенор-саксофон, Георги Борисов – тромбон, Развигор Попов – клавишни, вокал, Тодор Илков – китара, вокал и други. Сред солистите са едни от най-добрите български певци: Мария Косева, Росица Николова, Емил Димитров, Бисер Киров, Георги Минчев, Стефан Воронов, Борис Гуджунов, Михаил Белчев, Георги Кордов. Групата е организирана като съпровождаща и осъществява много записи в БНР и “Балкантон”, издава плочи. Участват в турнета в България и чужбина, печелят и награди от фестивали. Съставът постепенно се превръща от самодеен в професионален, когато след завършване на следването си музикантите трябва да поемат по разпределение в провинцията, но Иван Пендачански отново успява да издейства от партийни величия разпределения в Студентския дом. С още участници се превръщат в комбо (малък) оркестър. Свирят при турнетата на чуждестранни звезди в България: Нанси Холуей, Роберто Лорети, Франки Стивънс и други.
Иван Пендачански е и композитор, както и автор на аранжименти.
Преподавал е на поколения музиканти.
През 2015 година Развигор Попов, Иван Пендачански, Генчо Въртовски и Герган Герганов взимат решение да възстановят оркестър „Стакато“.

## Семейство
Женен е за оперната певица Валери Попова, с която имат дъщеря – Александрина Пендачанска. Бракът завършва с развод. 